# شوكولا الخرنوب

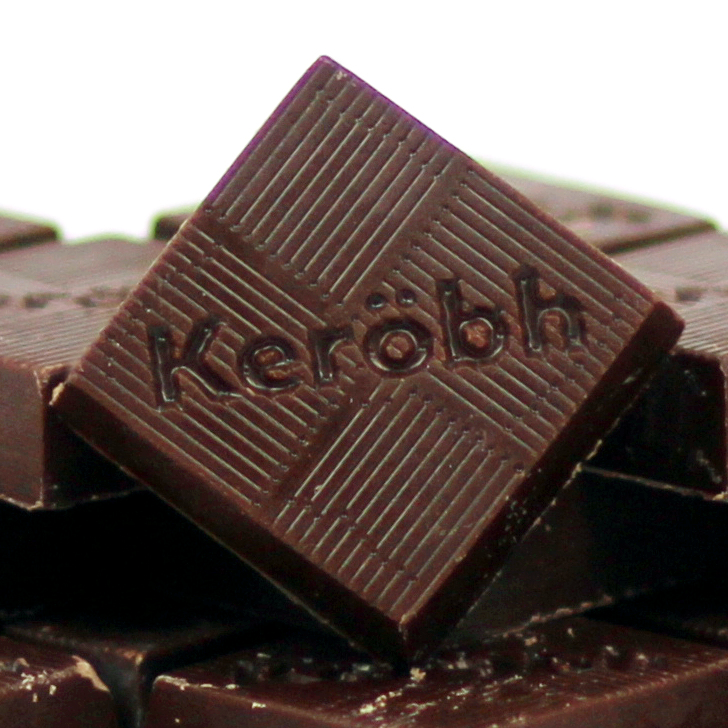
شوكولا الخروب.

شوكولا الخرنوب هو نوع مبتكر من أنواع الشوكولا تستخرج مادته الرئيسية من أوراق وقرون نبات الخرنوب تمت صناعته للمرة الأولى من القرون في سوريا في مدينة حمص، ولا زال في طور الدراسة والأبحاث استخراج المواد من الأوراق.

## التجارب وطريقة الصناعة
تم طحن قرون الخروب وإجراء التجارب البيولوجية عليها ومن ثم تم مزج المسحوق مع الزبدة والسكر والحليب للحصول على منتج شوكولا الخرنوب.
يتميز الخرنوب عن الكاكاو بكونه ذا محتوى منخفض من المواد الدسمة والبروتين لكنه ذو محتوى مرتفع من الألياف ومضادات الأكسدة. وهذا النوع من الشوكولا يتناسب مع مرضى القلب والضغط ولذوي الحساسية تجاه الكاكاو ومنتجاته لكون الخرنوب لا يحتوي على الكافيين والثيوبرومين المضرين بصحة القلب والمسببين الرئيسين للحساسية لدى بعض الأشخاص خاصة الأطفال. وسيساعد استبدال الكاكاو بالخرنوب على تأمين هذا النوع من الشوكولا الصحية بسعر أقل ويعيد الاهتمام لشجرة الخرنوب المفيدة جدا للبيئة وسيسمح بتوفير فرص عمل جديدة للمزارعين.